# ㄹ계 합용 병서
ㄹ계 합용 병서(-系合用竝書)는 한글 겹낱자의 조합 원리 중 하나인 합용 병서 중 ㄹ로 시작하는 겹낱자를 말한다. ㄺ, ㅩ, ㄻ, ᄘ, ㅭ, ㅪ, ᇏ, ㅫ 등이 있다. ㄺ, ㄻ, ㄼ, ㄽ, ㄾ, ㄿ은 요즘도 받침으로 사용된다.